# Eddie Mapp
Pour les articles homonymes, voir Mapp.
 (juillet 2024).
La mise en forme du texte ne suit pas les recommandations de Wikipédia : il faut le « wikifier ».
Les points d'amélioration suivants sont les cas les plus fréquents. Le détail des points à revoir est peut-être précisé sur la page de discussion.
- Les titres sont pré-formatés par le logiciel. Ils ne sont ni en capitales, ni en gras.
- Le texte ne doit pas être écrit en capitales (les noms de famille non plus), ni en gras, ni en italique, ni en « petit »…
- Le gras n'est utilisé que pour surligner le titre de l'article dans l'introduction, une seule fois.
- L'italique est rarement utilisé : mots en langue étrangère, titres d'œuvres, noms de bateaux, etc.
- Les citations ne sont pas en italique mais en corps de texte normal. Elles sont entourées par des guillemets français : « et ».
- Les listes à puces sont à éviter, des paragraphes rédigés étant largement préférés. Les tableaux sont à réserver à la présentation de données structurées (résultats, etc.).
- Les appels de note de bas de page (petits chiffres en exposant, introduits par l'outil «  Source ») sont à placer entre la fin de phrase et le point final[comme ça].
- Les liens internes (vers d'autres articles de Wikipédia) sont à choisir avec parcimonie. Créez des liens vers des articles approfondissant le sujet. Les termes génériques sans rapport avec le sujet sont à éviter, ainsi que les répétitions de liens vers un même terme.
- Les liens externes sont à placer uniquement dans une section « Liens externes », à la fin de l'article. Ces liens sont à choisir avec parcimonie suivant les règles définies. Si un lien sert de source à l'article, son insertion dans le texte est à faire par les notes de bas de page.
- La présentation des références doit suivre les conventions bibliographiques. Il est recommandé d'utiliser les modèles {{Ouvrage}}, {{Chapitre}}, {{Article}}, {{Lien web}} et/ou {{Bibliographie}}. Le mode d'édition visuel peut mettre en forme automatiquement les références.
- Insérer une infobox (cadre d'informations à droite) n'est pas obligatoire pour parachever la mise en page.

Pour une aide détaillée, merci de consulter Aide:Wikification.
Si vous pensez que ces points ont été résolus, vous pouvez retirer ce bandeau et améliorer la mise en forme d'un autre article.
Eddie Mapp (vers 1910 – 14 novembre 1931) était un harmoniciste américain de country blues. Il est principalement connu pour son accompagnement sur les disques de Barbecue Bob et Curley Weaver.

## Biographie
Mapp est né à Social Circle, dans le comté de Walton, en Géorgie. Il a déménagé en 1922 dans le comté de Newton, où il a rencontré le guitariste Curley Weaver. Mapp était réputé dans le comté de Newton pour être un harmoniciste de génie, un virtuose au style unique. Il se produisait régulièrement pour obtenir des conseils dans la rue. En 1925, Weaver et Mapp s'en vont à Atlanta. Le duo a joué lors de danses country. Weaver a ensuite formé un groupe avec Mapp, Barbecue Bob et le frère de Bob, Charlie Hicks, et a continué à jouer localement,.
En 1929, sous le nom de Georgia Cotton Pickers, ils enregistrèrent pour le label QRS basé à Atlanta. Mapp a également enregistré un morceau solo, "Riding the Blinds", la même année. Aucune des chansons ne s'est bien vendue,.
En novembre 1931, Mapp fut retrouvé mort, poignardé au coin d'une rue d'Atlanta. Il n'avait que 20 ans. Son acte de décès indiquait que l'artère brachiale de son bras gauche avait été sectionnée. Personne n'a été condamné pour son meurtre. Le certificat indiquait également qu'il était musicien, chose inhabituelle à l'époque pour un coroner que de reconnaître un tel emploi,.

## Discographie
Un album compilation, Georgia Blues 1928–33, sorti en 1994 par Document Records (DOCD-5110), nous offre la discographie la plus exhaustive de l'œuvre de Mapp. L'album comprend les chansons suivantes mettant en vedette Mapp :
- Curley Weaver et Eddie Mapp, "No No Blues" et "It's the Best Stuff Yet"
- Eddie Mapp et Guy Lumpkin, "Decatur Street Drag" et "Riding the Blinds"
- Slim Barton, Eddie Mapp et James Moore, "I'm Hot Like That", "Careless Love", "Wicked Travelin' Blues", " It's Tight Like That " et " Poor Convict Blues "
- Eddie Mapp, James Moore et Guy Lumpkin, "Where You Been So Long" (1929)[8]
- Slim Barton et Eddie Mapp, "Fourth Avenue Blues" (1929)[9]

## Voir également
- Liste des musiciens de country blues
- Liste des musiciens de blues par style
- Liste des meurtres non résolus